# Enrique Cirules
Enrique Cirules (Nuevitas, Cuba; 5 de noviembre de 1938- La Habana,18 de diciembre de 2016) fue un escritor y ensayista cubano. Entre sus títulos más importantes se encuentra El Imperio de La Habana con el que obtuvo el codiciado Premio Casa de las Américas en 1993 y el Premio de la Crítica en 1994.
Su ensayo Hemingway en la cayeria de Romano alcanzó mención en el Premio Casa de las Américas en 1999.
Sus libros han sido traducidos al inglés, ruso, francés, alemán y portugués.

## Libros publicados
Cuento
- Los perseguidos, La Habana, ed. Arte y Literatura, 1972
- En la corriente impetuosa, La Habana, ed. Letras Cubanas, 1978
- La otra guerra (cuentos), La Habana, ed. Letras Cubanas, 1979
- El corredor de caballos, La Habana, ed. Letras Cubanas, 1980
- Los guarda fronteras, La Habana, ed. UNION, 1983
- Luces sobre el canal, La Habana, ed. UNION, 1998

Novela
- Conversación con el último norteamericano, La Habana, ed. Letras Cubanas, 1973
- La saga de la Gloria City, La Habana, ed. UNION, 1983
- Extraña lluvia en la tormenta, La Habana, ed. UNION, 1988
- Bluefields, La Habana, ed. Letras Cubanas, 1986
- Santa Clara Santa, La Habana, ed. Letras Cubanas, 2007

Ensayo
- El imperio de La Habana, La Habana, Casa de Las Américas, 1993
- Ernest Hemingway en la cayeria de Romano, La Habana, ed. José Marti, 1999
- Mafia y mafiosos en La Habana, Madrid, Libertarias, 1999
- Hemingway, los otros y yo, La Habana, Extramuros, 2012
- La vida secreta de Meyer Lansky en La Habana, La Habana, ed. Ciencias Sociales, 2004
- Hemingway: ese desconocido, , La Habana, ed. Arte y Literatura, 2015